# 伯奈特縣 (威斯康辛州)
伯奈特县（英語：Burnett County）是美國威斯康星州西部的一個縣，西鄰明尼苏达州。面積2,280平方公里。根据美國2000年人口普查，共有人口15,674人。縣治米侬（Meenon）。